# Jaderná elektrárna Hanbit
Jaderná elektrárna Hanbit (korejsky 한빛원자력발전소) je provozní jaderná elektrárna v Jižní Koreji. Nachází se na pobřeží Žlutého moře v okrese Jonggwang v provincii Jižní Čolla. Elektrárna změnila svůj název v roce 2013 z původního názvu Jonggwang. Šest provozních bloků elektrárny má celkový hrubý výkon 6235 MW. Elektrárnu vlastní a provozuje společnost KHNP.

## Historie a technické informace

### Výstavba
Výstavba prvního a druhého bloku byla zahájena dne 4. června 1981 a 1. prosince 1981. Jedná se o třísmyčkové tlakovodní reaktory Westinghouse M312. Hrubý výkon bloků činí 1025 a 1024 MW. Čistý výkon, který je odesílán do sítě činí 995 a 988 MW.
Výstavba třetího a čtvrtého bloku byla oficiálně zahájena ve dnech 23. prosince 1989 a 26. května 1990. V tomto případě se jedná o tlakovodní reaktory OPR-1000 založené na technologii System 80 od Combustion Engineering. Hrubý výkon těchto bloků je dvakrát 1041 MW a čistý činí 986 a 970 MW.
Pátý a šestý blok začaly být budovány 29. ledna 1997 a 20. lidtopadu 1997. Jde o dva tlakovodní reaktory OPR-1000, jež už jsou založené na modernější technologii System 80+ od Combustion Engineering a jsou součástí standardizovaného plánu jaderných elektráren v Jižní Koreji.

### Uvedení do provozu
První a druhý blok dosáhly kritického stavu ve dnech 31. ledna 1986 a 15. října 1986. K síti byly bloky přifázovány ve dnech 5. března 1986 a 11. listopadu 1986. Komerční provoz byl zahájen 25. srpna 1986 a 10. června 1987.
Druhý a třetí blok dosáhly kritického stavu ve dnech 13. října 1994 a 7. července 1995. K síti byly posléze připojeny ve dnech 30. října 1994 a 18. července 1995. Komerční provoz nastal 31. března 1995 a 1. ledna 1996.
V pátém a šestém bloku byl spuštěn kritický stav a štěpná reakce dne 24. listopadu 2001 a 1. září 2002. Do sítě byl pátý blok připojen dne 19. prosince 2001 a šestý 16. září 2002. Komerční provoz byl zahájen ve dnech 21. května 2002 a 24. prosince 2002.

### Incidenty
Během rutinního vyšetřování v reaktoru 5 byl 27. prosince 2003 objeven únik. Reaktor musel zůstat odstaven do dubna 2004.
K vážnému incidentu došlo v prvním reaktoru 10. května 2019 během testu nízké spotřeby. Za těchto okolností výkon nesměl překročit 5 procent plného výkonu, ale kvůli špatnému výpočtu a neopatrnému vytažení regulačních tyčí a také jedné tyči, která se zasekla v aktivní zóně, se výkon zvýšil na 18 procent. Incident byl klasifikován jako INES úrovně 2.

## Informace o reaktorech
| Reaktor  | Typ reaktoru      | Výkon  | Výkon   | Zahájení výstavby | Připojení k síti | Uvedení do provozu | Uzavření |
| Reaktor  | Typ reaktoru      | Čistý  | Hrubý   | Zahájení výstavby | Připojení k síti | Uvedení do provozu | Uzavření |
| -------- | ----------------- | ------ | ------- | ----------------- | ---------------- | ------------------ | -------- |
| Hanbit-1 | Westinghouse M312 | 995 MW | 1025 MW | 4. 6. 1981        | 5. 3. 1986       | 25. 8. 1986        |          |
| Hanbit-2 | Westinghouse M312 | 988 MW | 1024 MW | 1. 12. 1981       | 11. 11. 1986     | 10. 6. 1987        |          |
| Hanbit-3 | OPR-1000          | 986 MW | 1041 MW | 23. 12. 1989      | 30. 10. 1994     | 31. 3. 1995        |          |
| Hanbit-4 | OPR-1000          | 970 MW | 1041 MW | 26. 5. 1990       | 18. 7. 1995      | 1. 1. 1996         |          |
| Hanbit-5 | OPR-1000          | 992 MW | 1051 MW | 29. 1. 1997       | 19. 12. 2001     | 21. 5. 2002        |          |
| Hanbit-6 | OPR-1000          | 993 MW | 1053 MW | 20. 11. 1997      | 16. 9. 2002      | 24. 12. 2002       |          |